# 자양고등학교
자양고등학교(紫陽高等學校)는 대한민국 서울특별시 광진구 자양동에 있는 공립 고등학교이다.

## 학교 연혁
- 1983년 12월 26일 : 설립인가 (36학급)
- 1984년 3월 1일 : 제1대 이풍기 교장 취임
- 1984년 3월 5일 : 제1회 입학식 (12학급 남 723명)
- 1994년 8월 5일 : 강당 겸 체육관 준공
- 2001년 11월 26일 : 남,여 공학 확정
- 2002년 8월 29일 : 정보센터 준공
- 2005년 9월 8일 : 체육관 리모델링
- 2011년 3월 7일 : 급식실 준공
- 2022년 9월 1일 : 제15회 장준희 교장 취임
- 2023년 1월 31일 : 제37회 졸업식(11학급 289명, 연 인원 20,766명)
- 2023년 3월 2일 : 제40회 입학식(11학급 309명)

## 참고 자료
- 자양고등학교 - 한국교육학술정보원 학교알리미